# 960th Cyber Operations Group
Il 960th Cyber Operations Group è un gruppo di operazioni nel cyberspazio dell'Air Force Reserve Command, inquadrato nella Tenth Air Force. Il suo quartier generale è situato presso la Joint Base San Antonio-Lackland, in Texas.

## Organizzazione
Attualmente, al maggio 2017, esso controlla:
- Addestramento
  - 717th Information Operations Squadron, Hurlburt Field, Florida
- Comando e Controllo
  - 710th Network Operations Squadron, Robins Air Force Base, Georgia
  - 854th Combat Operations Squadron, Joint Base San Antonio-Lackland, Texas, associato al 624th Operations Center
- Operazioni informatiche difensive (DCO)
  - 860th Network Operations Squadron, Joint Base Langley-Eustis, Virginia, associato al 83rd Network Operations Squadron, 67th Cyberspace Wing
  - 960th Network Operations Squadron, Peterson Air Force Base, Colorado, associato al 561st Network Operations Squadron, 67th Cyberspace Wing
  - 860th Network Warfare Flight, Joint Base San Antonio-Lackland, Texas, associato al 68th Network Warfare Squadron, 67th Cyberspace Wing
  - 960th Network Warfare Flight, Offutt Air Force Base, Nebraska, associato al 68th Network Warfare Squadron, 67th Cyberspace Wing
- DCO- Azioni di risposta
  - 42nd Combat Communications Squadron, Joint Base McGuire-Dix-Lakehurst, New Jersey
  - 689th Network Operations Squadron, Maxwell Air Force Base, Alabama, associato al 26th Network Operations Squadron, 67th Cyberspace Wing
  - 426th Network Warfare Squadron, Joint Base San Antonio-Lackland, Texas, associato al 33rd Network Warfare Squadron, 67th Cyberspace Wing
- Comunicazioni in combattimento
  - 23rd Combat Communications Squadron, Travis Air Force Base, California
  - 35th Combat Communications Squadron, Tinker Air Force Base, Oklahoma
  - 55th Combat Communications Squadron, Robins Air Force Base, Georgia